# Coro "Ildebrando Pizzetti" dell'Università degli Studi di Parma
Il coro polifonico "Ildebrando Pizzetti" dell'Università degli Studi di Parma è stato fondato nel 1968 per iniziativa di studenti e docenti dell'Ateneo parmigiano in onore del compositore Ildebrando Pizzetti (scomparso proprio in quell'anno), con lo scopo di far conoscere la cultura musicale corale. Attualmente è diretto dal M° Ilaria Poldi.

## Storia & Attività
A partire dalla sua fondazione nel maggio del 1968, il coro intraprese subito un'attività concertistica importante, grazie al preparatore vocale e primo direttore M° Angelo Pecchioni. A partire dal novembre dello stesso anno, si affiancò una formazione strumentale, coordinata dal M° Sirio Piovesan,  che accompagnò per diversi anni a venire la compagine corale. Furono esplorati diversi periodi musicali, a partire dalla polifonia cinquecentesca, fino a brani del '900 di autori quali Arcangelo Corelli e Ildebrando Pizzetti.
Nel maggio del 1970 il coro partecipa alla "III Stagione Polifonica di Torino", nel 1972 al "IV Aprile Musicale Parmense". Nel 1973 ci fu un avvicendamento alla direzione del coro. Il M°Adolfo Tanzi, appartenente al complesso vocale fin dai primordi, assunse tale carica imprimendo una nuova carica che permise il raggiungimento di una qualità programmatica ed esecutiva di alto livello. Per quel che riguarda le linee estetiche perseguite, si evidenziarono lo studio di alcuni generi fondamentali del genere antico, fra cui spiccava la Lauda monodica e polifonica. Nel 1974 da segnalare lo studio dei brani tratti dal "Laudario dell'Accademia Etrusca di Cortona". L'attività concertistica continuò per diversi anni frequentando le maggiori rassegne musicali di Parma, Mantova e Cremona.
Da segnalare inoltre la partecipazione all'allestimento dell'Adriana Lecouvreur di Francesco Cilea eseguita nel 1981 presso il Teatro Regio di Parma. Sempre in quell'anno fu registrata per la RAI, la colonna sonora dello sceneggiato "Delitto di Stato" scritta dal M° Claudio Gallico.
Fin dalla sua fondazione, il coro, ha sempre tenuto i contatti con le realtà corali universitarie italiane e straniere: Francia, Spagna, Portogallo, Germania, Polonia, Bulgaria, Svezia, Norvegia, Stati Uniti, Messico, Sudafrica, Scozia, Catalogna, Grecia, sono solo alcune delle nazioni visitate durante i concerti presso le più rinomate sedi universitarie.
A partire dal 1994 la direzione passò al M° Ilaria Poldi (diplomata in pianoforte composizione e direzione d'orchestra presso i Conservatori di Parma e Milano), anch'essa come il suo predecessore, già presente all'interno della formazione corale in qualità di corista.
Il repertorio fu rinnovato e affrontato mediante una nuova didattica il quale si avvalse del metodo "Goitre" (variazione personalizzata dal M° Roberto Goitre, pensato sulla base del metodo detto del "DO mobile") per quanta riguarda l'alfabetizzazione dei nuovi coristi.
In collaborazione con il Comune di Parma, nel 1995, viene realizzato la rassegna "Il Giardino Musicale" nella quale vennero eseguiti concerti vocali e strumentali incentrati su musiche Rinascimentali e Barocche. Da ricordare in quell'anno l'esibizione tenuta presso l'Aula Magna dell'Ateneo parmigiano in occasione del conferimento della laurea ad "honoris causa" al tenore Luciano Pavarotti.
Numerosi i concerti eseguiti fino ad oggi anche per cause umanitarie e di beneficenza a favore di enti e organizzazioni "no-profit".
Nel 2013 il Coro è stato selezionato per partecipare alla 27ª edizione del "Festival International de Musique Universitaire - F.I.M.U." che si svolge ogni anno a Belfort. Da segnalare inoltre la partecipazione alla manifestazione nazione “Una notte al Museo” presso il Palazzo Ducale di Mantova, in collaborazione con il Ministero dei Beni Culturali e per i Beni Storici e Artistici di Mantova e Brescia

## Attività di ricerca e promozione musicale
Dal 1999 è attiva all'interno del gruppo una sezione che si occupa dello studio della musica medievale che ha partecipato anche al "Festival Oltrepò medievale" e al "Festival dei due mondi" di Spoleto.

## "Gaudeamus in Musica"
Nel 2008, in occasione del 40º Anniversario della Fondazione, il Coro organizzò una rassegna di musica corale avente come protagonista il mondo della coralità universitaria. Questo evento viene ripetuto una volta all'anno al fine di far conoscere questa realtà a tutti gli appassionati del genere corale.
I Edizione - Anno 2008. Sedi dei concerti: "Casa della Musica" (PR), "Terme Berzieri" (Salsomaggiore Terme), "Chiesa di Santa Maria del Quartiere" (PR).
Cori partecipanti:
- Coro dell’Università di Pisa
- Coro da Camera del Collegium Musicum Almae Matris, Università di Bologna
- Coro Università Politecnica delle Marche
- Coro dell’Università di Verona
- Coro dell’Università di Modena e Reggio Emilia
- Januenses Academici Cantores, Università di Genova

II Edizione - Anno 2009. Sede dei concerti: "Chiesa di Sant'Alessandro" - Parma.
Cori partecipanti:
- Cappella Musicale del Duomo, Coro Università di Camerino
- Coro della Facoltà di Musicologia di Cremona, Università di Pavia
- Coro dell'Università di Macerata

III Edizione - Anno 2010. Sedi dei concerti: "Chiesa di Sant'Alessandro", "Chiesa di San Vitale" - Parma.
Cori partecipanti:
- Concentus Musicus Patavinus, coro da camera dell'Università di Padova
- Coro Ferdinando Paër di Colorno (PR)
- Coro Monti Pallidi di Laives (BZ)
- Coro Ettore e Antonio Ricci di Massa Lombarda (RA)

IV Edizione - Anno 2011. Sedi dei concerti: "Chiesa di Sant'Alessandro", "Chiesa di San Vitale" - Parma.
Cori partecipanti:
- Ensemble Vocale “Principe Sanseverino”, dell'Università di Salerno
- Corale Universitaria di Torino dell'Università di Torino

V Edizione - Anno 2012. Sedi dei concerti: "Chiesa di Santa Cristina", "Chiesa di San Vitale" - Parma.
Cori partecipanti:
- Insubriae Chorus, Coro dell'Università dell'Insubria
- Coro dell'Università di Milano Bicocca
- Coro Mario Dellapina di Collecchio (PR)

VI Edizione - Anno 2013. Sedi dei concerti: "Chiesa di San Vitale", "Chiesa di Sant'Alessandro", "Chiesa di San Pietro" - Parma.
Cori partecipanti:
- Coro dell'Università di Trieste
- Cappella Musicale San Francesco da Paola di Reggio Emilia

VII Edizione - Anno 2014. Sede dei concerti: "Chiesa di Sant'Alessandro" - Parma.
Cori partecipanti:
- Voci Bianche e Coro del Conservatorio "Girolamo Frescobaldi" di Ferrara
- Coro della Facoltà di Musicologia di Cremona', Università di Pavia'

VIII Edizione - Anno 2015. Sede dei concerti:  "Chiesa di San Vitale", "Chiesa di San Rocco" - Parma.
Cori partecipanti:
- Coro da Camera del Collegium Musicum Almae Matris, Università di Bologna
- Concentus Musicus Patavinus, coro da camera dell'Università di Padova

## "Gaudeamus in Musica - International"
Questa rassegna corale nasce nel 2010 dall'idea di voler coinvolgere anche le realtà corali universitarie straniere.
I Edizione Anno 2010: "Coro dell'Università di Monaco di Baviera" (UniversitätsChor München), Chiesa di San Vitale, Parma